# The Sound of Carnival
「the Sound of Carnival」（ザ サウンド オブ カーニバル）は久保田利伸の21枚目のシングル。1999年7月28日にSME Recordsから発売された。

## 概要
前作「AHHHHH!」から1年ぶりのシングル。22枚目のシングル「SOUL BANGIN'」と同日発売。TBS系ドラマ「独身生活」主題歌。久保田の最後の8cmCDとなった。

### 再発盤
2005年8月24日に、マキシシングルで再発売。

## 収録曲
全曲　作詞・作曲：久保田利伸
1. the Sound of Carnival
2. HIROO Document ｢W@ARAI｣
3. the Sound of Carnival （Original Karaoke）